# أولاد بركة (أولاد سلمان)
أولاد بركة هي إحدى مشيخات المملكة المغربية، تتبع جغرافيا لإقليم آسفي وإداريًا لأولاد سلمان. يقدر عدد سكانها بـ 3216 نسمة حسب الإحصاء الرسمي للسكان والسكنى لسنة 2004.